# Leptotyphlops telloi
Leptotyphlops telloi este o specie de șerpi din genul Leptotyphlops, familia Leptotyphlopidae, descrisă de Donald G. Broadley și Watson 1976. Conform Catalogue of Life specia Leptotyphlops telloi nu are subspecii cunoscute.